# Curt Rosten
Curt Rosten foi um ideólogo nazista e teórico social, autor de popular tratado sobre a ideologia hitlerista.
Ele escreveu os livros Das ABC der Nationalsozialismus (1933), Und ihr habt doch gesiegt! (1934) e Geschichte der nationalsozialistischen (1933).